# Alija Izetbegović

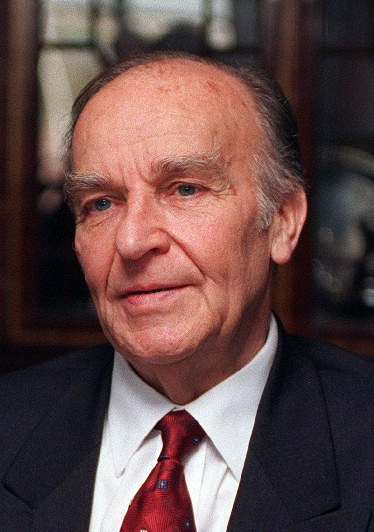
Alija Izetbegović (24. März 1997)

Alija Izetbegović [izɛtˈbɛ̌ːgɔvitɕ] (* 8. August 1925 in Bosanski Šamac, Königreich der Serben, Kroaten und Slowenen; † 19. Oktober 2003 in Sarajevo, Bosnien und Herzegowina) war ein bosnischer Politiker, islamischer Aktivist, Gründer und Parteivorsitzender der Partei der demokratischen Aktion (1990–2001), erster Präsident der Republik Bosnien und Herzegowina (1990–1995) und führendes Mitglied des kollektiven Staatspräsidiums (1996–2000). Im Jahr 1992 erklärte er im Ergebnis eines international überwachten Referendums die Unabhängigkeit seines Landes von Jugoslawien.
1993 erhielt er den Internationalen König-Faisal-Preis für Verdienste um den Islam.

## Leben
Alija Izetbegović wurde als Sohn eines Buchhalters in der nordbosnischen Stadt Bosanski Šamac in einer angesehenen, aber verarmten Familie von ursprünglich adliger Herkunft geboren. Seine Großmutter väterlicherseits war türkischer Abstammung. Als Izetbegović zwei Jahre alt war, musste sein Vater, der im Ersten Weltkrieg in der österreich-ungarischen Armee an der Italienfront gekämpft hatte und schwer verletzt zurückgekehrt war, Bankrott erklären, und die Familie siedelte nach Sarajevo über. Dort wuchs Alija Izetbegović in einer säkularen Atmosphäre auf und besuchte eine deutsche Schule. Während des Zweiten Weltkriegs schloss er sich im Alter von fünfzehn Jahren der Gruppe der Mladi Muslimani (Junge Muslime) an, einer politisch-religiösen Gruppe, die auf der Muslimbrüder-Bewegung in Ägypten basierte und im Kriegsverlauf in der Frage gespalten war, ob sie die SS-Handschar oder die royalistischen Tschetniks unterstützen sollte.
Nach Kriegsende begann Izetbegović an der Universität Sarajevo ein Rechtsstudium. Er wurde unter der 1946 von Josip Broz Tito gebildeten kommunistischen Regierung in Jugoslawien für seine Kriegsaktivitäten von einem Militärgericht zu drei Jahren Gefängnis verurteilt. Der kroatisch-britische Historiker Marko Attila Hoare vertritt hingegen die Ansicht, dass der wahre Grund für seine Verurteilung seine oppositionelle Haltung zur neuen kommunistischen Regierung gewesen sei.
Izetbegović absolvierte das Studium der Rechtswissenschaften in Sarajevo in einer Rekordzeit von nur zwei Jahren. Er heiratete seine Jugendliebe Halida Repovac und blieb weiter politisch aktiv. 1956 wurde sein Sohn Bakir geboren. Außerdem hatte Izetbegović zwei Töchter. Nach dem Studium arbeitete er sieben Jahre in Montenegro bei einer Baufirma und verfasste nebenbei politisch-religiöse Werke.

### Politische Karriere
1970 gab Izetbegović das Manifest Islamische Deklaration heraus, welche den „Modernisten“ in der islamischen Welt eine ebenso klare Absage erteilte wie der „westlichen Zivilisation“. Die Kernforderung der Deklaration war die „Islamisierung der säkularisierten Muslime“ nach dem Vorbild Pakistans. Der Autor spricht sich eindeutig und unmissverständlich für die Unvereinbarkeit des Islam mit jeder anderen Glaubens- und Gesellschaftsordnung aus, unter gleichzeitiger Abkehr vom Prinzip der Trennung zwischen Staat und Religion:

„Prvi i najvažniji takav zaljučak svakako je zaključak o nespojivosti islama i neislamskih sistema. Nema mira ni koegzistencije između ‚islamske vjere‘ i neislamskih dru štvenih i političkih institucija. … Polažući pravo da sam uređuje svoj svijet, islam jasno isključuje pravo i mogućnost djelovanja bilo koje strane ideologije na svom području. Nema, dakle, laičkog principa, a država treba da bude izraz i da podržava moralne koncepte religije.“

„Die erste und vorrangigste [Erkenntnis] ist sicherlich diejenige von der Unvereinbarkeit des Islams mit nicht-islamischen Systemen. Es gibt keinen Frieden oder Koexistenz zwischen dem ‚islamischen Glauben‘ und den nicht-islamischen Gesellschaften und politischen Institutionen. […] Der Islam schließt klar das Recht und die Möglichkeit von Aktivitäten einer fremden Ideologie auf seinem eigenen Gebiet aus. Deswegen stehen irgendwelche laizistische Prinzipien außer Frage, der Staat also sollte ein Ausdruck der Religion sein und er sollte deren moralische Konzepte unterstützen.“

Weiterhin forderte die Deklaration einen panislamischen Staat, in dem die Muslime zu einer Gemeinschaft verschmelzen sollten, worin der Islam die Ideologie und der Panislamismus die Politik wäre. Auch heißt es: „Unser Ziel: die Islamisierung der Muslime. Unsere Devise: Glauben und kämpfen.“ 1980 erschien sein Buch Der Islam zwischen Ost und West, in dem er zu definieren versuchte, welchen Platz der Islam unter anderen großen Ideen einnimmt. Wegen seiner Schrift Islamische Deklaration, die in Jugoslawien verboten war und daher illegal kursierte, wurde er 1983 zu 14 Jahren Gefängnis verurteilt. Die jugoslawische Regierung warf ihm im Prozess verschwörerische Pläne zur Errichtung eines islamischen Staates vor. Er wurde allerdings 1988 zur Beruhigung der damaligen angespannten Lage im Kosovo aus der politischen Haft entlassen.
1990 gründete Izetbegović die Partei der demokratischen Aktion (SDA). Beteiligt war u. a. der bislang regimetreue Geschäftsmann Fikret Abdić, der später zu seinem Rivalen wurde. Die SDA führte keine nationale Bezeichnung im Namen, ging aber als Vertreterin der muslimischen Volksgruppe – wie die national ausgerichteten Parteien der kroatischen Bevölkerung (HDZ) und der Serben (SDS) – am 16. November als Siegerin aus den Wahlen in Bosnien und Herzegowina hervor. Obwohl bei den gleichzeitig stattfindenden Präsidentschaftswahlen Abdić die meisten Stimmen bekam, übernahm nach internen Diskussionen Izetbegović dieses Amt. In einer auf Ausgleich zwischen den Volksgruppen ausgerichteten Koalition aus den drei führenden nationalen Parteien wurde Izetbegović Präsident Bosnien-Herzegowinas; neben ihm stellte die SDS von Radovan Karadžić den Präsidenten des Parlaments und die an der HDZ des kroatischen Präsidenten Franjo Tuđman ausgerichtete HDZ BiH den Ministerpräsidenten.

### Bosnienkrieg
Nach dem Slowenienkrieg und dem Beginn des Kroatienkrieges erkannte die Europäische Union Slowenien und Kroatien am 15. Januar 1992 als souveräne Staaten an und stellte auch Bosnien-Herzegowina die Anerkennung unter der Bedingung in Aussicht, dass die Bevölkerung in einem fairen Referendum für die Unabhängigkeit votieren würde. In dieser Phase unterzeichnete Izetbegović am 23. Februar 1992 ein Abkommen über die Bildung einer Konföderation mit den bosnischen Serben und Kroaten.
Nachdem sich am 26. Februar 1992 Vertreter der nationalistischen bosnischen Parteien HDZ und SDS getroffen hatten, um über die Aufteilung des Territoriums zu verhandeln, revidierte er diese Position. Am 29. Februar ließ er das von der EU nahegelegte Referendum abhalten. Die Volksgruppen der Kroaten und Bosniaken stimmten mit über 90 % dafür, die Serben boykottierten die Abstimmung. Die EU erkannte die Unabhängigkeit Bosnien-Herzegowinas am 6. April an.
Während des nun ausbrechenden Bosnienkrieges, der bis 1995 über 100.000 Menschenleben kosten und zur Vertreibung von etwa zwei Millionen Menschen führen sollte, lebte Izetbegović unter prekären Umständen im belagerten Sarajevo. Er zeigte sich nicht bereit, die Souveränität Bosniens oder die ethnische Aufteilung des Landes nach den Plänen der serbischen und kroatischen Nationalisten zuzulassen, zumal seine Seite – auch durch eine massive internationale Unterstützung – immer mehr an Stärke gewann. Nach anfänglich halbherzigen Zusagen und Hilfsmaßnahmen der UN und der internationalen Gemeinschaft verschärften die USA unter Bill Clinton und die internationale Staatengemeinschaft nach dem Massaker von Srebrenica im Juli 1995 ihren militärischen Druck auf Milošević und Karadžić und setzten auch Izetbegović unter politischen Druck. Auf einer Militärbasis in Dayton wurde in wochenlangen Verhandlungen das Abkommen von Dayton ausgehandelt, in dem US-Unterhändler Holbrooke Izetbegović bedrängte, den Interessen des serbischen und des kroatischen Präsidenten teilweise nachzugeben. Am Ende fand sich die bosnische Führung zur Unterzeichnung des Friedensvertrages in Paris gemeinsam mit dem kroatischen Staatspräsidenten Tuđman und dem serbischen Staatspräsidenten Milošević bereit.

### Nachkriegszeit
Alija Izetbegović wurde durch die ersten Nachkriegswahlen am 18. September 1996 bestätigt und vertrat als Präsident Bosniens seine Partei SDA im kollektiven Staatspräsidium von Bosnien-Herzegowina, das er gemeinsam mit den nationalen Repräsentanten Krešimir Zubak HDZ und Momčilo Krajišnik SDS wahrnahm, bis er sich 2000 aus gesundheitlichen Gründen zurückzog. Izetbegović wurde Ehrenvorsitzender seiner Partei SDA und blieb dies bis zu seinem Tode.

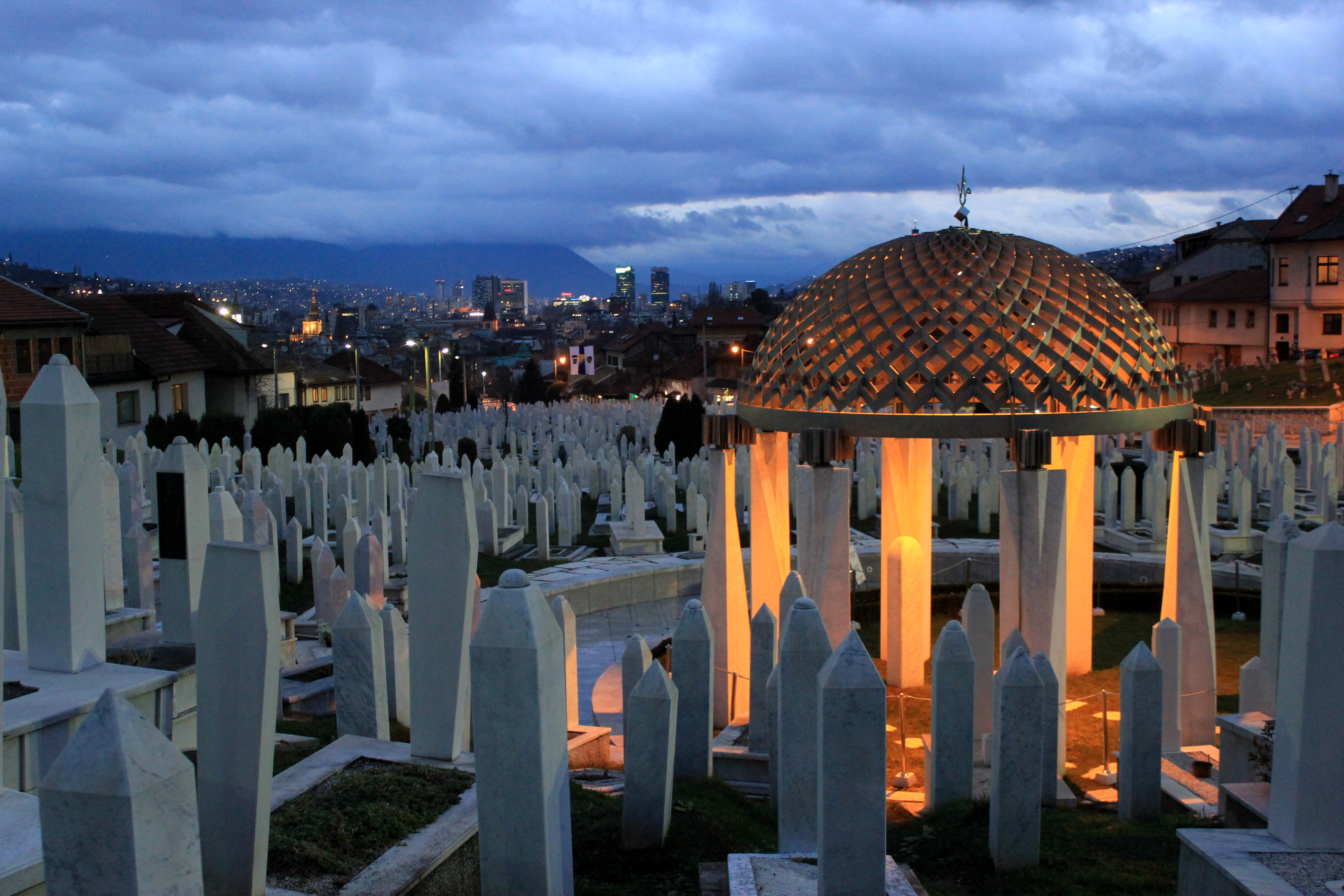
Grab von Alija Izetbegović in Sarajevo

Am 10. September 2003 erlitt der 78-jährige Izetbegović nach einem Sturz in seinem Haus einen Ohnmachtsanfall und zog sich dabei vier Rippenbrüche sowie innere Blutungen zu. Sein Gesundheitszustand verschlechterte sich am 16. Oktober 2003, sodass er auf die Intensivstation eines Krankenhauses verlegt werden musste. Der amtierende türkische Ministerpräsident Recep Tayyip Erdoğan reiste nach Sarajevo, um noch einmal mit ihm zu sprechen. Izetbegović rief an diesem Tag in einem telefonischen Interview mit dem privaten TV-Sender Hayat in Sarajevo nochmals zur Versöhnung auf und mahnte, dass die Republik Bosnien-Herzegowina nur überleben würde, wenn der Hass zwischen den Völkern überwunden werde. Gleichzeitig mahnte Izetbegović die Einheit des Staates Bosnien-Herzegowina an: Serben, Kroaten und Bosniaken sollten ihrer ethnischen Identität treu bleiben, aber „sie sollten alle Bosnier sein“. An Izetbegović’ Beisetzung am 22. Oktober nahmen etwa 100.000 Personen teil.
Der nach dem Dayton-Abkommen von den UN eingesetzte internationale „Hohe Repräsentant“, der ehemalige Vorsitzende der britischen Liberalen, Paddy Ashdown, würdigte Izetbegovićs politische Arbeit unter Verweis auf dessen Kosenamen Dedo (Großvater), den Izetbegović unter seinen Anhängern hatte: „Er war im wahrsten Sinne der Vater seines Volkes; ohne ihn würde Bosnien-Herzegowina vermutlich nicht existieren“. Zugleich rief Ashdown die Bosnier auf, als Vermächtnis Izetbegovićs weiterhin an der Zukunft ihres Landes zu arbeiten.

## Kritik

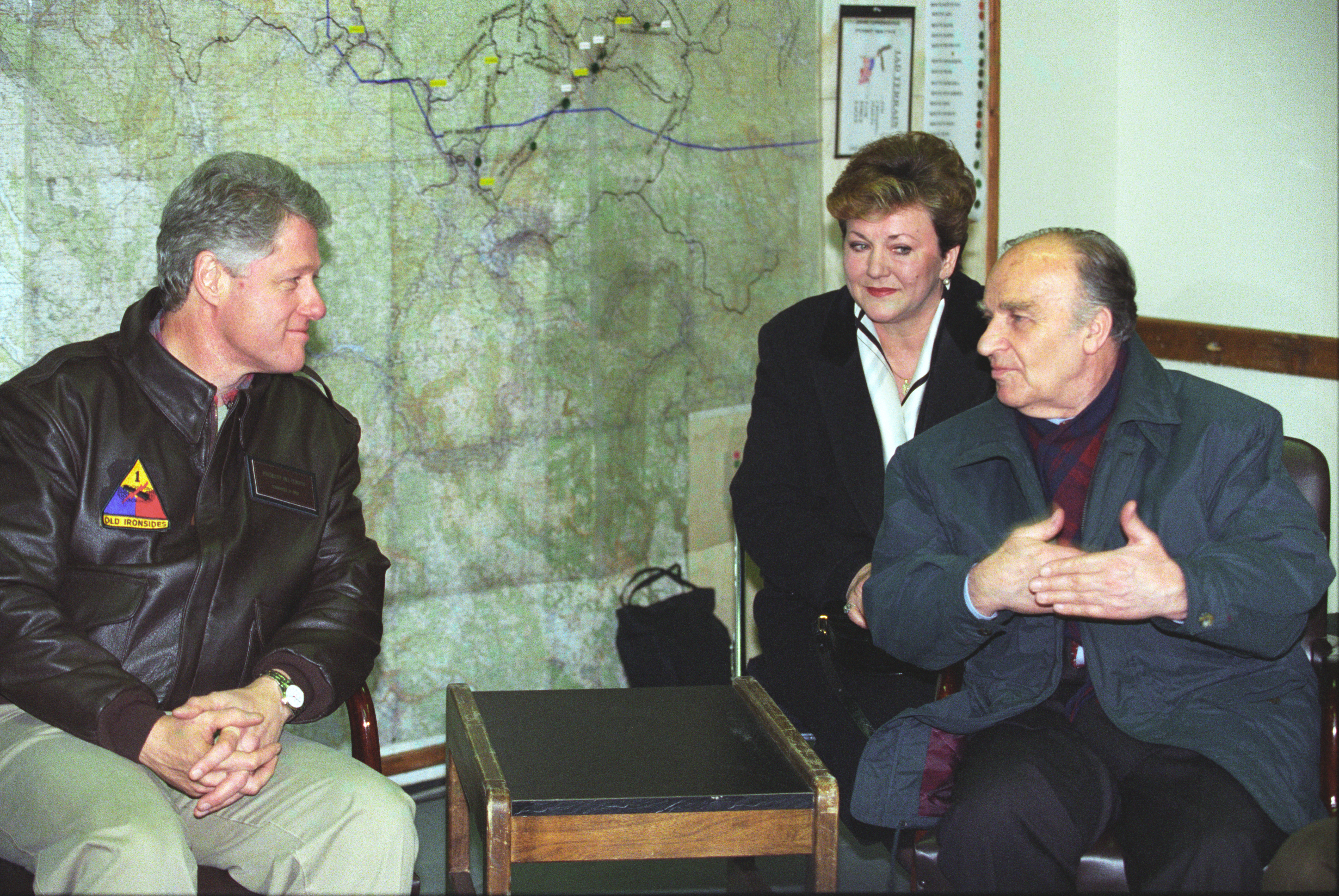
Izetbegović mit US-Präsident Bill Clinton 1997 in Tuzla

Esad Bajtal beschuldigte Alija Izetbegović, nichts gegen Verbrechen von Mudschahedin im Bosnienkrieg unternommen zu haben.
„Izetbegović und Rasim Delić, die den Oberbefehl über diese Truppen hatten, müssen sich vorwerfen lassen, nichts gegen die Mudjaheddin und ihre Verbrechen unternommen zu haben“, so der Sozialwissenschaftler, der während des Krieges als Journalist in dem Frontort Breza tätig war und später lange Jahre der gesellschaftskritischen Schriftstellergruppe 99 vorstand. „Jetzt müssen wir Bosniaken für diese Leute geradestehen.“ Sefer Halilović, der erste Kommandeur der ARBiH, bestätigt diese Kritik. Er sei von seinem Posten entfernt worden, weil Izetbegović die Islamisierung der bosnischen Verteidigungsstreitkräfte betrieben habe. Die Mudjaheddin und auch die Eliteeinheit „Schwarze Schwäne“ seien dann zudem dessen direktem Kommando unterstellt gewesen.